# Bob Casale
Pour les articles homonymes, voir Casale.
Bob Casale, né le 14 juillet 1952 à Kent (Ohio) et mort le 17 février 2014 à New York, est un guitariste et claviériste américain, cofondateur du groupe Devo.

## Biographie
Il est l'un des fondateurs de Devo, avec son frère Gerald Casale et Mark Mothersbaugh : en 1973, il participe au premier concert du groupe à l'Université d'État de Kent, dans l'Ohio. Il s'éloigne du groupe jusqu'en 1976, puis ne le quitte plus.

### Ingénieur du son
À partir de 1984, il est l'ingénieur du son de tous les albums de Devo. Il participe aussi à la production d'une quinzaine de longs-métrages, dont La Famille Tenenbaum, Rushmore et Les Razmoket.